# Vlaška, Mladenovac
Vlaška (izvirno srbsko Влашка) je naselje v Srbiji, ki upravno spada pod Občino Mladenovac; slednja pa je del Mesta Beograd.

## Demografija
V naselju živi 2011 polnoletnih prebivalcev, pri čemer je njihova povprečna starost 40,5 let (39,8 pri moških in 41,3 pri ženskah). Naselje ima 793 gospodinjstev, pri čemer je povprečno število članov na gospodinjstvo 3,21.
To naselje je v glavnem srbsko (glede na popis iz leta 2002).
|  |

| Demografija | Demografija     | Demografija     |
| Leto        | Št. prebivalcev | Št. prebivalcev |
| ----------- | --------------- | --------------- |
|             |                 |                 |
|             |                 |                 |
|             |                 |                 |
|             |                 |                 |
| 1948        | 2913            |                 |
| 1953        | 2941            |                 |
| 1961        | 2949            |                 |
| 1971        | 2800            |                 |
| 1981        | 2808            |                 |
| 1991        | 2938            | 2757            |
| 2002        | 2697            | 2547            |
|             |                 |                 |

| Etnična sestava po popisu iz leta 2002 | Etnična sestava po popisu iz leta 2002 | Etnična sestava po popisu iz leta 2002 | Etnična sestava po popisu iz leta 2002 | Etnična sestava po popisu iz leta 2002 |
| -------------------------------------- | -------------------------------------- | -------------------------------------- | -------------------------------------- | -------------------------------------- |
| Srbi                                   | Srbi                                   |                                        | 2.483                                  | 97,48%                                 |
| Romi                                   | Romi                                   |                                        | 12                                     | 0,47%                                  |
| Jugoslovani                            | Jugoslovani                            |                                        | 4                                      | 0,15%                                  |
| Makedonci                              | Makedonci                              |                                        | 2                                      | 0,07%                                  |
| Hrvati                                 | Hrvati                                 |                                        | 1                                      | 0,03%                                  |
| Romuni                                 | Romuni                                 |                                        | 1                                      | 0,03%                                  |
| Neznano                                | Neznano                                |                                        | 26                                     | 1,02%                                  |